# Ivo Stopner
Ivo Stopner, född 24 april 1962 i Tjeckoslovakien, var vd för fastighetsbolaget Hufvudstaden AB mellan 1999 och 2021.
Han inledde sin karriär hos dem 1990 och haft olika chefsbefattningar som bland annat att vara högste chef för företagets svenska del. Den 24 januari 1997 meddelade företaget att man hade utsett Stopner till efterträdaren till den avgående vd:n Olof Agri men den 27 mars valde han att hoppa av den tilltänkta tjänsten på grund av personliga skäl. När företaget frågade honom igen 1999 om att bli deras nya vd då sa han ja och fullföljde befordringen.
Stopner avlade en civilingenjörsexamen vid Kungliga Tekniska högskolan (KTH).